# Mycteroperca xenarcha
Mycteroperca xenarcha is een  straalvinnige vissensoort uit de familie van zaag- of zeebaarzen (Serranidae). De wetenschappelijke naam van de soort werd voor het eerst geldig gepubliceerd in 1888 door David Starr Jordan.
De soort komt voor in de subtropische kustwateren van de oostelijke Stille Oceaan, van San Francisco Bay in de Verenigde Staten tot Peru en de Galapagoseilanden. De specimens waarover Jordan beschikte bevonden zich in het Museum of Comparative Zoology van Harvard University en waren afkomstig van de Galapagoseilanden.
De soort staat op de Rode Lijst van de IUCN als niet bedreigd, beoordelingsjaar 2008.